# Roy Buchanan
Leroy Buchanan (Ozark, 23 settembre 1939 – Fairfax, 14 agosto 1988) è stato un chitarrista statunitense.

## Gli inizi
Figlio di un mezzadro (anche se lui a volte raccontava di essere figlio di un predicatore), Buchanan stesso rivelò che la sua prima memoria di natura musicale fu un concerto gospel a Pixley, California. Scherzando, lui diceva che aveva imparato naturalmente la musica essendo un “mezzo-lupo”, ma più prosaicamente da bambino a 7 anni gli venne regalata la prima chitarra, che passava ore a suonare; "la mia maestra -ricordò Buchanan- per spronarmi piangeva ogni volta che facevo un errore!". All'età di 13 anni, per $120, compra la sua prima Fender Telecaster, e a 15 va via di casa.
Nel 1957 suonò l'assolo nella canzone di Dale Hawkins “My Babe" per la Chicago's Chess Records. Tre anni più tardi, Buchanan si recò in Canada dove ebbe varie esperienze musicali con la banda di Ronnie Hawkins (un gruppo più tardi divenuto famoso come The Band). Il bassista del gruppo, Robbie Robertson, studiò il suo stile chitarristico e divenne la chitarra solista quando Buchanan lasciò il gruppo per suonare come musicista di studio con molti artisti, tra cui Freddy Cannon e Merle Kilgore.
Lo stesso Robbie Robertson ricorderà poi "Era grande, grandissimo, il miglior chitarrista che io abbia mai visto. Mi ricordo di avergli chiesto come aveva sviluppato il suo stile e lui mi ha risposto che era un lupo, per metà".

## Gli stentati esordi
Agli inizi degli anni sessanta comunque il suo nome era praticamente sconosciuto, malgrado la buona reputazione tra gli addetti ai lavori come session man e malgrado avesse inciso con il batterista Bobby Gregg il singolo "Potato Peeler" nel 1962. Il brano è interessante per essere la prima testimonianza del pinch harmonic, una particolare tecnica chitarristica inventata da Buchanan.
Nel 1961 Buchanan si era sposato con Judi e per le difficoltà a trovare dei buoni ingaggi per un certo periodo fu costretto a lavorare part-time come barbiere senza però mai abbandonare la sua fedele Telecaster.
Altri gruppi in cui suonò Buchanan in quegli anni, tra i tanti, furono The British Walkers e soprattutto The Snakestretchers (traducibile con i sinuosi percorsi del serpente), un'allusione al suo continuo vagabondare tra i gruppi musicali (era risaputa la avversione di Buchanan alle lunghe tournée). Con gli Snakestretchers comunque Buchanan acquistò una certa notorietà nell'area di Washington, dove si era trasferito esausto per la vita da strada, e venne lodato da John Lennon, Eric Clapton e Merle Haggard. Inoltre fu invitato (come tanti altri…) dai Rolling Stones per sostituire Brian Jones.
Eric Clapton, secondo quanto rivelato da Buchanan stesso (ma si è vista al riguardo la scarsa attendibilità)  gli chiese più volte di unirsi ai Derek And The Dominoes nel 1970. A suo dire Buchanan gentilmente rifiutò asserendo che aveva già una sua band, The Snakestretchers.

## Il successo
Ma la vera svolta alla sua carriera risale al 1971, quando alla televisione comparve nel documentario “Il più grande chitarrista sconosciuto del mondo”. La Polydor gli propose subito un contratto per incidere cinque album e dopo il buon successo del primo (registrato in sole 5 ore) che vendette 200 000 copie, Buchanan iniziò una serie intensissima di concerti che l'avrebbe portato ovunque nel mondo. Il secondo, intitolato semplicemente "Second album", vendette 500 000 copie e divenne disco d'oro. Nei primi cinque dischi della sua carriera Buchanan suona praticamente solo due strumenti in alternanza, una chitarra Telecaster del '54 e una del '55.
Si segnalano poi "That's What I'm Here For" (1974) in cui rende omaggio a Jimi Hendrix con un'energica versione di Hey Joe, il travolgente "Live Stock" (1975) o ancora l'introvabile "Live in Japan" del 1979, autentica dimostrazione di virtuosismo.

## Il contratto con la Alligator Records
Insoddisfatto però dalle pressioni commerciali della Polydor "che voleva rendermi una sorta di rock star", Buchanan nel 1981 firmò con la Alligator Records un contratto in cui aveva la più completa libertà nelle registrazioni di studio. Solo nella primavera del 1985 riuscì però a incidere il suo primo album con la Alligator, “When a Guitar Plays The Blues”, con la massima libertà per ottenere un suono totalmente blues.
L'album fu un successo sia di critica che di pubblico, scalando le classifiche pop di Billboard e rimanendovi per 13 settimane. Il secondo disco con la Alligator, "Dancing on the Edge", realizzato nell'autunno 1986 con il rock'n'soul vocalist Delbert McClinton, vinse il College Media Journal Award per il Best Blues Album del 1986.
La terza e ultima registrazione con l'Alligator, "Hot wires", fu realizzato nel 1987. Nella sua carriera Buchanan ha inciso in tutto 12 dischi, ma l'uscita di numerosi live e raccolte postume ha notevolmente ingrandito la sua discografia.

## La morte
Purtroppo da un punto di vista personale le cose non andavano altrettanto bene: tossicodipendente da cocaina, con seri problemi di alcolismo e tormentato da problemi interiori, la sera del 14 agosto 1988, dopo una violenta lite coniugale, Buchanan venne arrestato per guida in stato di ubriachezza. Alcune ore dopo venne trovato impiccato nella sua cella della prigione di Fairfax County, dove era stato rinchiuso da solo a smaltire la sbornia. Aveva usato come corda legata ad una grata bassa la sua t-shirt, purtroppo favorito nell'insano gesto anche dalla sua notevole stazza (220 libbre, circa 100 chili). Il caso fu archiviato come suicidio.
Non era nemmeno la prima volta che Buchanan tentava di impiccarsi: nel maggio 1988 tentò con una cintura, nella doccia. Lasciò la moglie e sette figli, e il rimpianto per un grande talento sottovalutato.
Roy Buchanan è sepolto al Columbia Gardens Cemetery in Arlington, Virginia.

## Discografia
- 1971 - Buch and the Snake Streetcher's (Bioya Records,MM-519) Live
- 1972 - Roy Buchanan (Polydor Records, PD-5033)
- 1973 - Second Album (Polydor Records, PD-5046)
- 1973 - That's What I Am Here For (Polydor Records, PD-6020)
- 1974 - In the Beginning (Polydor Records, PD-6035) in Europa pubblicato con il titolo Rescue Me
- 1974 - Roy Buchanan (Polydor Records, MPF 1020) Raccolta
- 1975 - Live Stock (Polydor Records, PD-6048) Live
- 1976 - A Street Called Straight (Atlantic Records, SD 18170)
- 1977 - Loading Zone (Atlantic Records, SD 18219)
- 1978 - Live in Japan (Polydor Japan Records, MPF 1105) Live
- 1978 - You're Not Alone (Atlantic Records, SD 19170)
- 1978 - Very Best of Roy Buchanan (Polydor Records, MPF 1165) Raccolta
- 1980 - My Babe (Waterhouse Records, 12)
- 1985 - When a Guitar Plays the Blues (Alligator Records, AL-4741)
- 1986 - Dancing on the Edge (Alligator Records, AL-4747)
- 1987 - Hot Wires (Alligator Records, AL-4756)
- 1989 - The Early Years (Krazy Cat Records, KK CD 02) Raccolta
- 1991 - Live (Silver Shadow Records, CD 9104) Live
- 1992 - Sweet Dreams: The Anthology (Polydor Records, 314 517 086-2) Raccolta, 2 CD
- 1993 - Guitar on Fire: The Atlantic Session (Rhino Records, R2 71235) Raccolta
- 1995 - Live (Charly Records, CD CBL 758) Live
- 1996 - Malagueña (Annecillo Records, 1113-2) Raccolta
- 1999 - Charly Blues Masterworks Vol. 4: Roy Buchanan (Charly Records, CDM927740) Raccolta
- 2001 - Deluxe Edition (Alligator Records, ALCD 5608) Raccolta
- 2003 - American Axe - Live in 1974 (Powerhouse Records, POW-116) Live
- 2004 - Prophet: The Unreleased First Polydor Album (Hip-O Select Records, B0003618-02)
- 2006 - Revival Fires (Canadian America Records, CAR 200513) con Joey Welz
- 2007 - Messiah on Guitar (Music Avenue Records, 250164)
- 2009 - When a Telecaster Plays the Blues (Blues Boulevard Records, 250248)
- 2011 - Live at Rockpalast (MIG Records, MIG90392) Live
- 2012 - Live from Austin TX (New West Records, NW6222) Live
- 2014 - Shredding the Blues: Live at My Father's Place 1978 (Rock&Beat Records, ROC-CD 3176) Live

## La tecnica
Autentico virtuoso dello strumento, riconosciuto come indiscusso maestro, Buchanan utilizzava principalmente una chitarra Fender Telecaster 1953 che lui chiamava Nancy, collegata ad amplificatori Fender messi al massimo, volume 10.
Era famoso per usare talvolta l'unghia del pollice come un plettro e talvolta contemporaneamente al plettro, per aumentare la potenza di suono. Inoltre, mantenendo il pollice destro con una certa angolatura, riusciva parzialmente a colpire le corde per abbassare il volume di alcune suonando le armoniche di altre, una tecnica conosciuta come pinch harmonic e che Buchanan eseguiva quasi a comando, riuscendo ad ammutolire singole corde con le dita libere della mano destra. Riusciva poi ad imitare l'effetto sonoro della chitarra steel, della wah-wah e dei violini usando principalmente la manopola del volume dello strumento mentre lo suonava.
Queste e altre tecniche pionieristiche, sviluppate in un gran numero di serate e di prove, e la sua ben nota affabilità (si fermava a parlare di musica con i fan per ore dopo i concerti) gli hanno garantito l'incondizionato rispetto di un grande numero di appassionati e chitarristi, tanto da essere soprannominato the guitarists's guitarist (il chitarrista dei chitarristi).
Nella discussa Lista dei 100 migliori chitarristi secondo Rolling Stone è al n° 57.